# Адольф Ленц
Адольф Ленц (нім. Adolf Lenz, 17 січня 1868, Відень — 28 жовтня 1959, Відень) — австрійський правознавець, криміналіст. Вважається засновником кримінальної біології.

## Біографія
У 1891 році отримав ступінь доктора права в університеті Відня. У 1894 році пройшов процес габілітації у цьому ж університеті. Займався науковою та педагогічною роботу. У 1900—1901 роках був деканом юридичного факультету в університеті Фрайбурга.
У 1902—1909 роках — професор австрійського кримінального права і кримінального процесу юридичного факультету Чернівецького університету, а у 1903—1904 роках — декан цього факультету.
З 1909 року викладає в Ґрацькому університеті, у 1922—1923 роках був деканом університету.
Помер 28 жовтня 1958 року.

## Наукова діяльність
Був фахівцем у галузі ювенального карного права. Свої знання та практичні дослідження науковець систематизував й видав у книзі «Основи кримінальної біології», яка вийшла у світ 1927 року. Один із засновників та перший голова «Товариства кримінальної біології» (1927 р.), членами якого в різні роки були відомі кримінологи. 